# Kryštof
Kryštof – czeska pop-rockowa grupa muzyczna. Założona w 1994 roku przez Richarda Krajčo, Nikolaja Arichteva, Jarda Blahuta, Bisi Architeva i Pavela Studníka w Hawierzowie na Zaolziu.
Zespół nagrał studyjnie kilka piosenek w języku polskim – przekładów czeskich przebojów grupy, z tekstem autorstwa Renaty Putzlacher. Trzy z czterech utworów doczekały się publikacji na albumie 03 wydanym przez grupę w 2003 roku. Dwie ze wspomnianych polskojęzycznych piosenek – Zaklinacz deszczu (polska wersja utworu Obchodník s deštěm) oraz Cosmo$trend (odpowiednik czeskojęzycznego Cosmo$shop) wykonywane były w programach czeskiej telewizji w duecie z piosenkarką polskiego pochodzenia, Ewą Farną.

## Członkowie
- Richard Krajčo – wokal, gitara
- Nikos Petros Kuluris – saksofon
- Nikolaj Atanasov Arichtev – gitara basowa
- Evžen Hofmann – gitara elektryczna
- Nikolas Grigoriadis – trąbka
- Ondřej Kyjonka – puzon
- Jakub Dominik – perkusja

## Albumy studyjne
- 2001 – Magnetické pole
- 2002 – V siločarách
- 2003 – 03
- 2004 – Mikrokosmos
- 2005 – Ži(v)je
- 2006 – Rubikon
- 2007 – Poločas
- 2008 – Kryštof v Opeře
- 2010 – Jeviště
- 2012 – Inzerát